# Engelbert Kraus
Engelbert „Berti“ Kraus (* 30. Juli 1934 in Offenbach am Main; † 14. Mai 2016 in Heusenstamm) war ein deutscher Fußballspieler. Er war für Kickers Offenbach und den TSV 1860 München aktiv sowie neunmal in der A-Nationalmannschaft.

## Karriere

### Vereinskarriere
Kraus spielte ab 1952 für Kickers Offenbach und von 1963 bis 1965 beim TSV 1860 München. Mit den Sechzigern wurde der Rechtsaußen 1964 DFB-Pokalsieger. Ab 1965 spielte er wieder bei den Kickers, für die er in insgesamt 328 Spielen 117 Tore erzielte.
Kraus spielte von 1952 bis 1963 für die Offenbacher Kickers in der Oberliga Süd. Ein Höhepunkt war das Endspiel am 28. Juni 1959 in Berlin gegen Eintracht Frankfurt um die deutsche Fußballmeisterschaft. Die Offenbacher verloren das dramatische Main-Derby nach Verlängerung mit 3:5 Toren. Von 1955 bis 1960 kam Kraus auf 14 Spiele in der Endrunde um die deutsche Fußballmeisterschaft und erzielte dabei für den OFC elf Tore.
Mit Beginn der Bundesliga 1963 holte Trainer Max Merkel Kraus zu 1860 München. Trotz des Gewinns des DFB-Pokals am 13. Juni 1964 in Stuttgart mit einem 2:0-Sieg gegen Eintracht Frankfurt war es keine glückliche Zeit für Kraus. Nach nur 22 Einsätzen mit neun Toren kehrte er 1965 wieder an den Bieberer Berg zurück.
Er spielte mit den Kickers danach noch zwei Jahre in der Regionalliga Süd und kam dabei auf 33 Spiele mit sechs Toren. Es gelang zwar nicht der ersehnte Aufstieg in die Bundesliga, aber eine Teilnahme an der Aufstiegsrunde. Mit dem Spiel am 21. Juni 1967 bei Göttingen 05 in der Bundesliga-Aufstiegsrunde 1967 beendete Kraus seine aktive Spielerlaufbahn.

### Nationalmannschaft
Kraus wurde am 25. Juni 1955 in die neu gegründete deutsche U-23 Nationalmannschaft für das Spiel gegen Jugoslawien berufen, welches 3:3 ausging. Er schoss in diesem Spiel zwei Tore. Es blieb sein einziger Einsatz in der Juniorennationalmannschaft. In der deutschen Nationalmannschaft kam Kraus von 1955 bis 1964 neunmal zum Einsatz, schaffte es aber nicht, für das deutsche Aufgebot bei der Weltmeisterschaft 1958 in Schweden nominiert zu werden. Helmut Rahn und Bernhard Klodt waren nicht zu verdrängen. Im ersten Länderspiel nach der WM, am 24. September 1958 gegen Dänemark, war er aber wieder Teil der Mannschaft, die ein 1:1 in Kopenhagen holte.
Er gehörte dann auch zum Aufgebot der Nationalmannschaft, die 1962 an der Fußballweltmeisterschaft in Chile teilnahm. Im Gruppenspiel am 6. Juni 1962 gegen das Veranstalterland Chile, beim 2:0-Sieg für die Herberger-Schützlinge, lief er als Rechtsaußen im Stadion Estadio Nacional in Santiago neben Uwe Seeler, Albert Brülls und Hans Schäfer auf. Sein letzter Einsatz im DFB-Dress resultierte dann aus dem Spiel am 7. Juni 1964 in Helsinki gegen Finnland. Mit einem 4:1-Erfolg verabschiedeten die Aktiven dabei den langjährigen Bundestrainer Sepp Herberger. Mit diesem ersten Spiel nach der Bundesliga-Saison 1963/64 übernahm Helmut Schön das DFB-Zepter.
„Berti“ Kraus trug auch dreimal das Trikot der B-Nationalmannschaft (1956–1957) und stürmte auch beim ersten ausgetragenen Junioren-Länderspiel des DFB am 25. Juni 1955 in Frankfurt gegen Jugoslawien. Das Spiel endete mit 3:3 Toren unentschieden und Kraus zeichnete sich dabei als zweifacher Torschütze aus.

## Nach der Karriere
Nach zwei Meniskusoperationen im Jahre 1965 beendete der ehemalige Rechtsaußen seine Karriere und arbeitete als Versicherungsangestellter in Offenbach. Er wurde zum Initiator der Alten Herren, eines regelmäßigen Treffens ehemaliger aktiver Spieler der ersten und zweiten OFC-Mannschaft.
Engelbert Kraus starb am 14. Mai 2016 nach langer Krankheit. Vor dem Regionalligaspiel Kickers Offenbach gegen den Bahlinger SC wurde Kraus mit einer Gedenkminute geehrt.